# Estadi Comunal d'Aixovall
L'Estadi Comunal d'Aixovall fou un camp de futbol situat a Aixovall, un dels quarts pertanyents a Sant Julià de Lòria, al Principat d'Andorra.
De titularitat privada, l'Estadi Comunal d'Aixovall tenia una capacitat de 1.000 espectadors, tots asseguts. Era la seu del Futbol Club Andorra, club més representatiu del país i l'ünic que continua jugant les seves competicions fora del país. També s'hi disputaven, juntament amb l'Estadi Comunal d'Andorra la Vella, el camp de futbol d'Alàs i el d'Ordino, els partits de la Lliga andorrana de futbol de Primera i Segona divisió, la Copa Constitució i la Supercopa andorrana de futbol.
Construït el 1999, va ser demolit el 2016